# 살짝엉큼!?
《살짝엉큼!?》은 대한민국의 작가 시은이 쓰고 hakusai이 삽화를 담당한 라이트 노벨이다. 시드노벨(디앤씨미디어)에서 발행되었다.

## 등장 인물
유하
아미를 짝사랑하고 있는 평범한 소년.
아미
밝고 회사한 금발의 미소녀. 남학생들에게 큰 인기를 얻고 있다.
나리
검은 단발머리의 이지적인 절대영도의 미소녀.
시아
아이돌 그룹 '연애지상주의'에 소속 중인 소년.

## 단행본 목록
- 《살짝엉큼!? 1》, 2013-07-01, ISBN 9788926782323
- 《살짝엉큼!? 2》, 2013-10-01, ISBN 9788926782545
- 《살짝엉큼!? 3》, 2014-02-01, ISBN 9788926782835